# Serre-Nerpol
Serre-Nerpol é uma comuna francesa na região administrativa de Auvérnia-Ródano-Alpes, no departamento de Isère. Estende-se por uma área de 13,16 km². Em 2010 a comuna tinha 339 habitantes (densidade: 25,8 hab./km²).